# Hans-Jürgen Hilmes
Hans-Jürgen Hilmes (* 10. November 1962 in Lahn) ist ein deutscher Architekt im Büro Hilmes Lamprecht Architekten in Bremen.

## Biografie
Hilmes studierte von 1983 bis 1987 Architektur an der  Fachhochschule Hannover. Danach absolvierte er einen Workshop bei Erich Schneider-Wessling. Er wirkte als Architekt in den 1990er Jahren in Bremen im Stil der Moderne, zunächst bis 1995 im Architektenbüro von Harm Haslob in Bremen. Zusammen mit seiner Frau Ebba Lamprecht planten sie danach in ihrem selbstständigen Büro in Bremen eine Reihe bedeutsamer Bauten, u. a. den Speicher I, den Landmark-Tower und Bömers Spitze in der Überseestadt sowie das Forum im Tabakquartier Bremen. Bei verschiedenen Architekten-Wettbewerben konnten sie Preise gewinnen. Sie realisierten viele Bauten für die Justus Grosse Projektentwicklungsgesellschaft.
Hilmes ist Mitglied im Bund deutscher Architekten (BDA).

## Werke

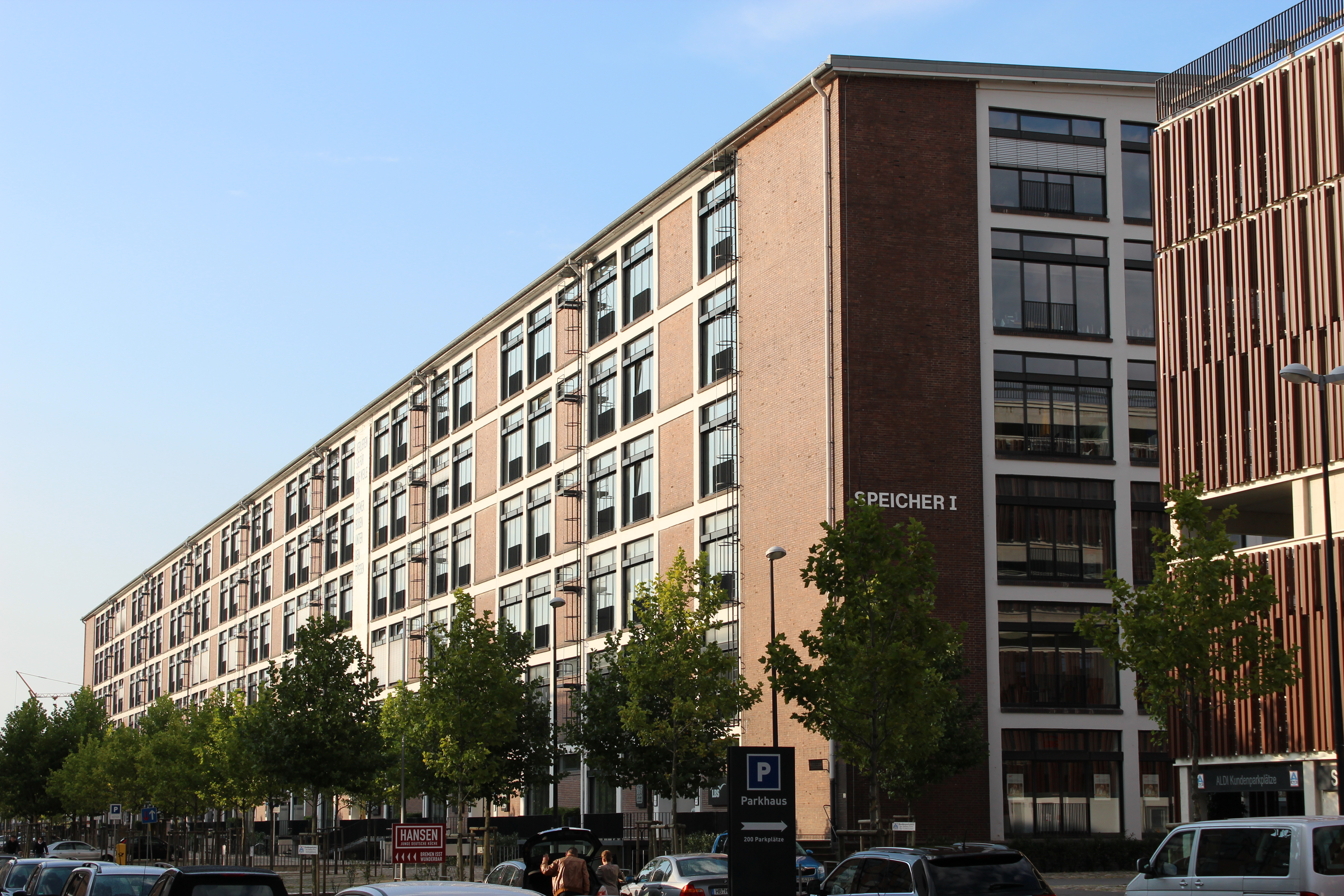
Speicher I

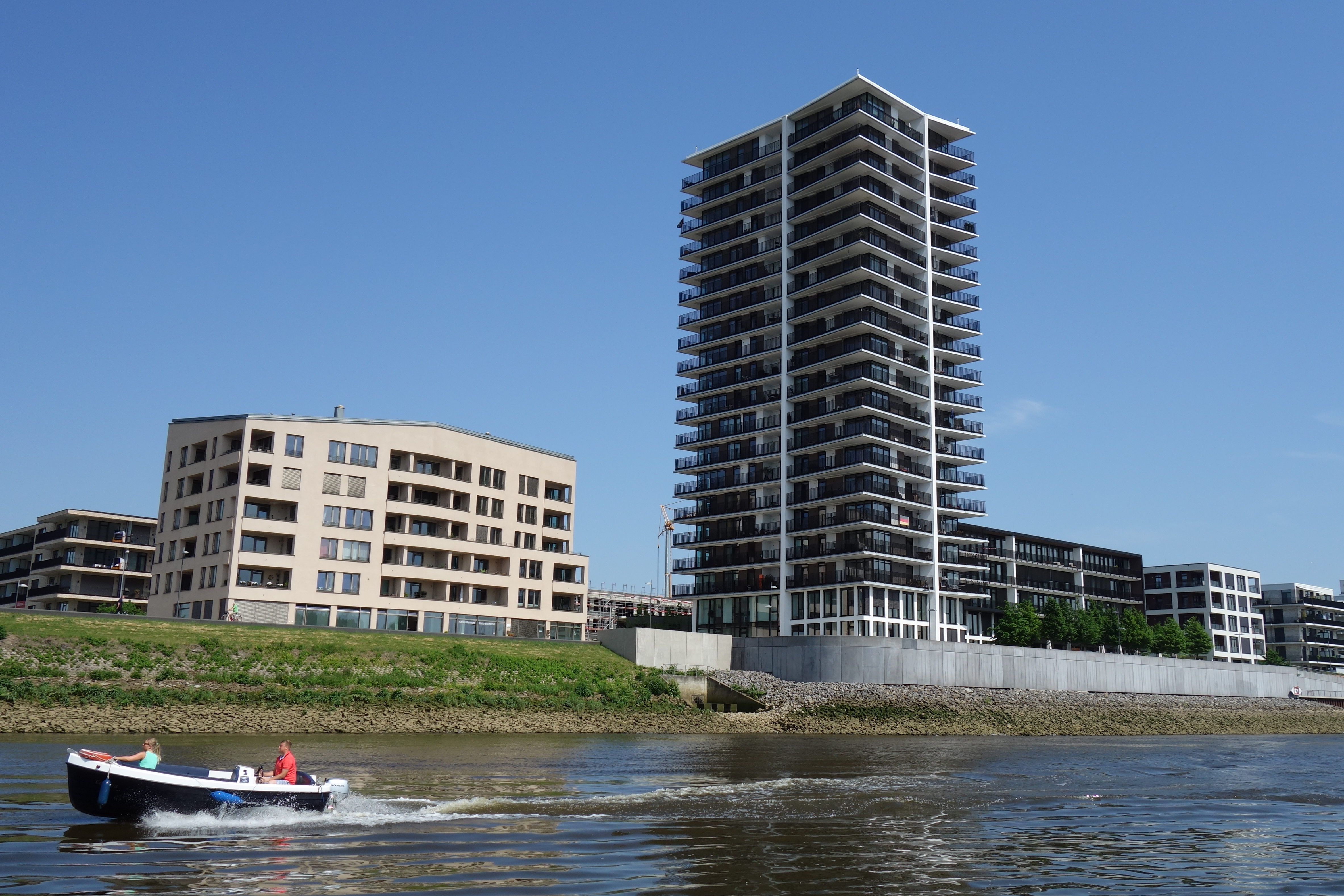
Landmark-Tower

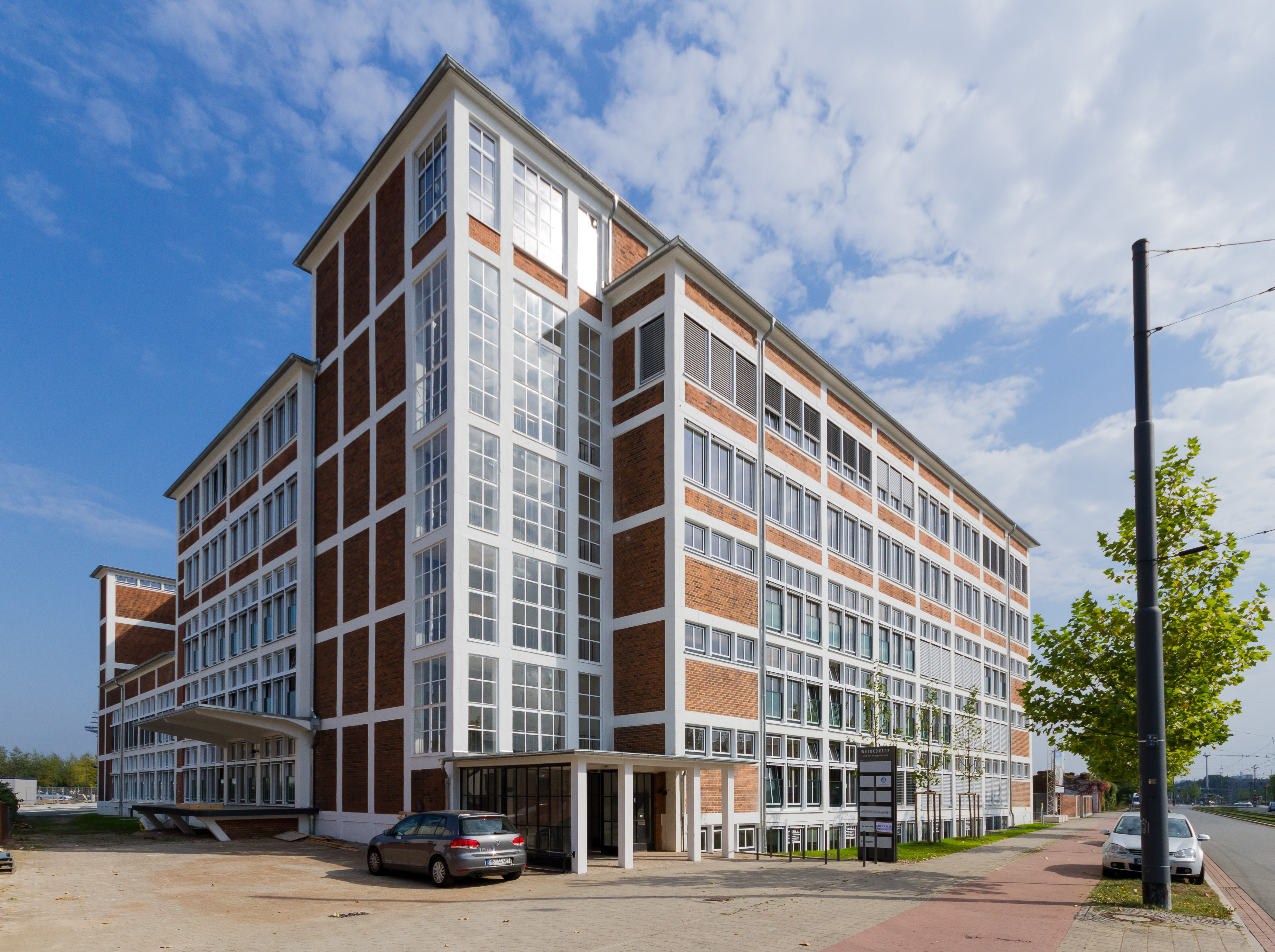
Umbau Weinkontor

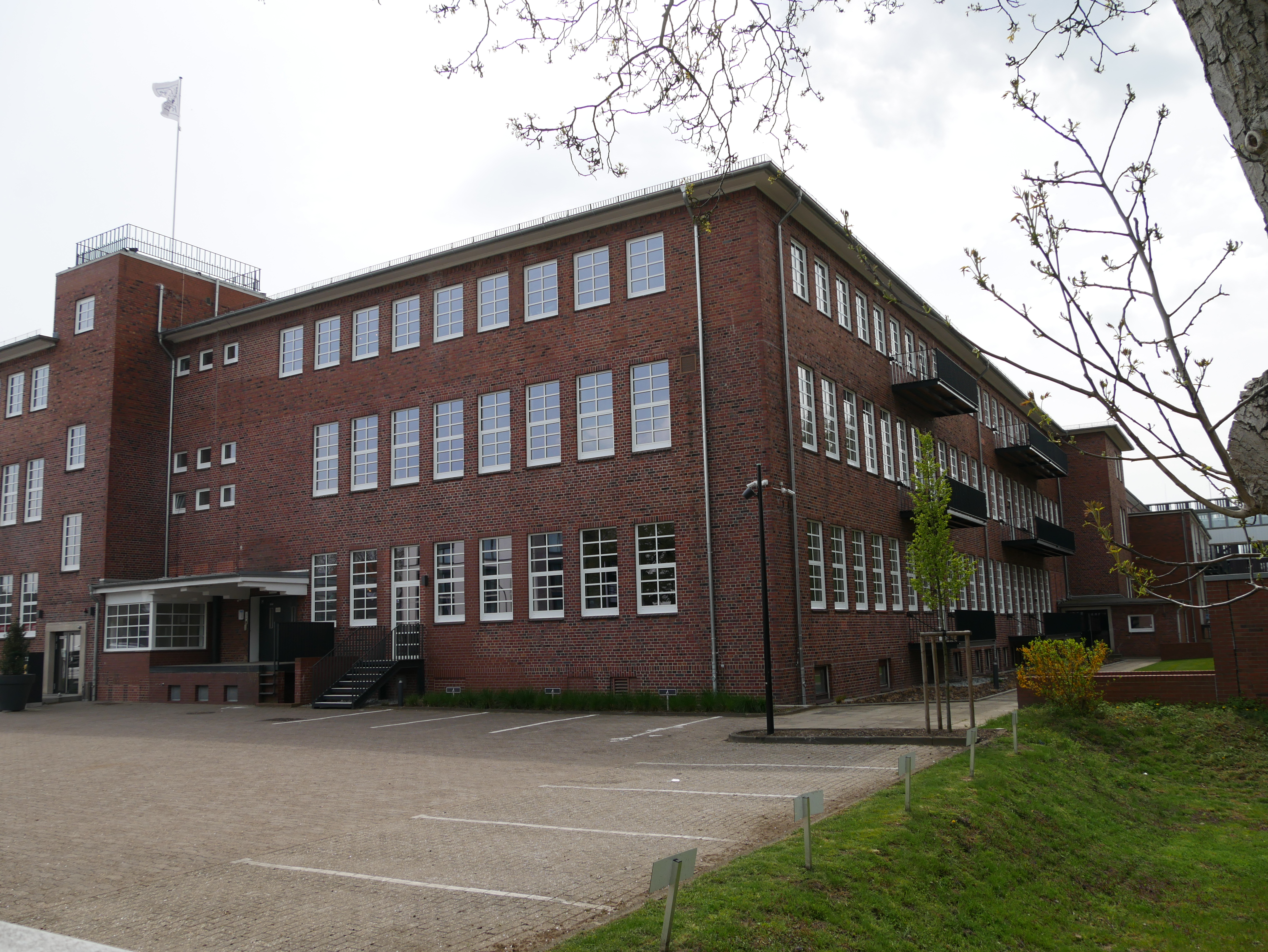
Forum im Tabakquartier

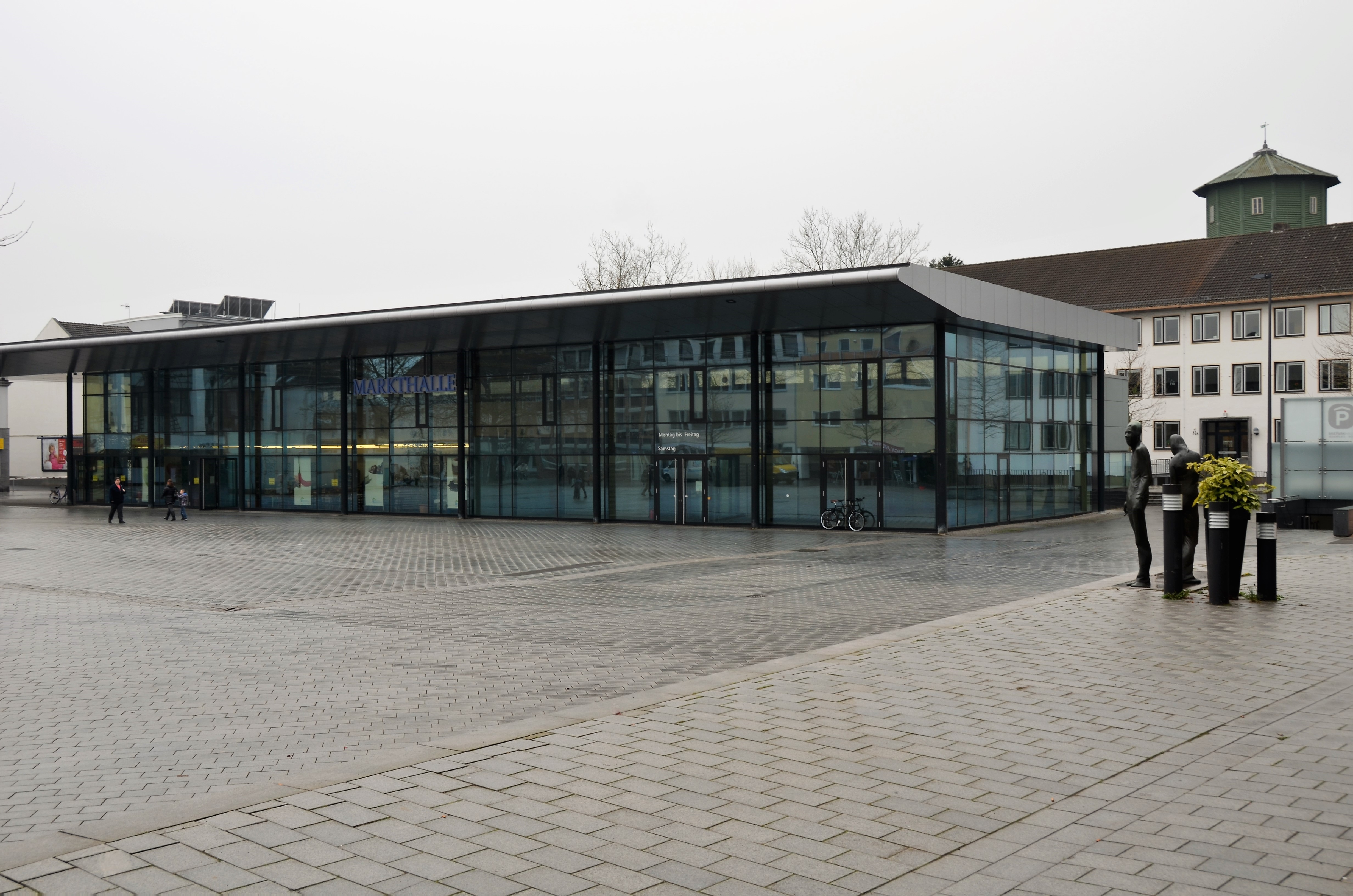
Vegesacker Markthalle

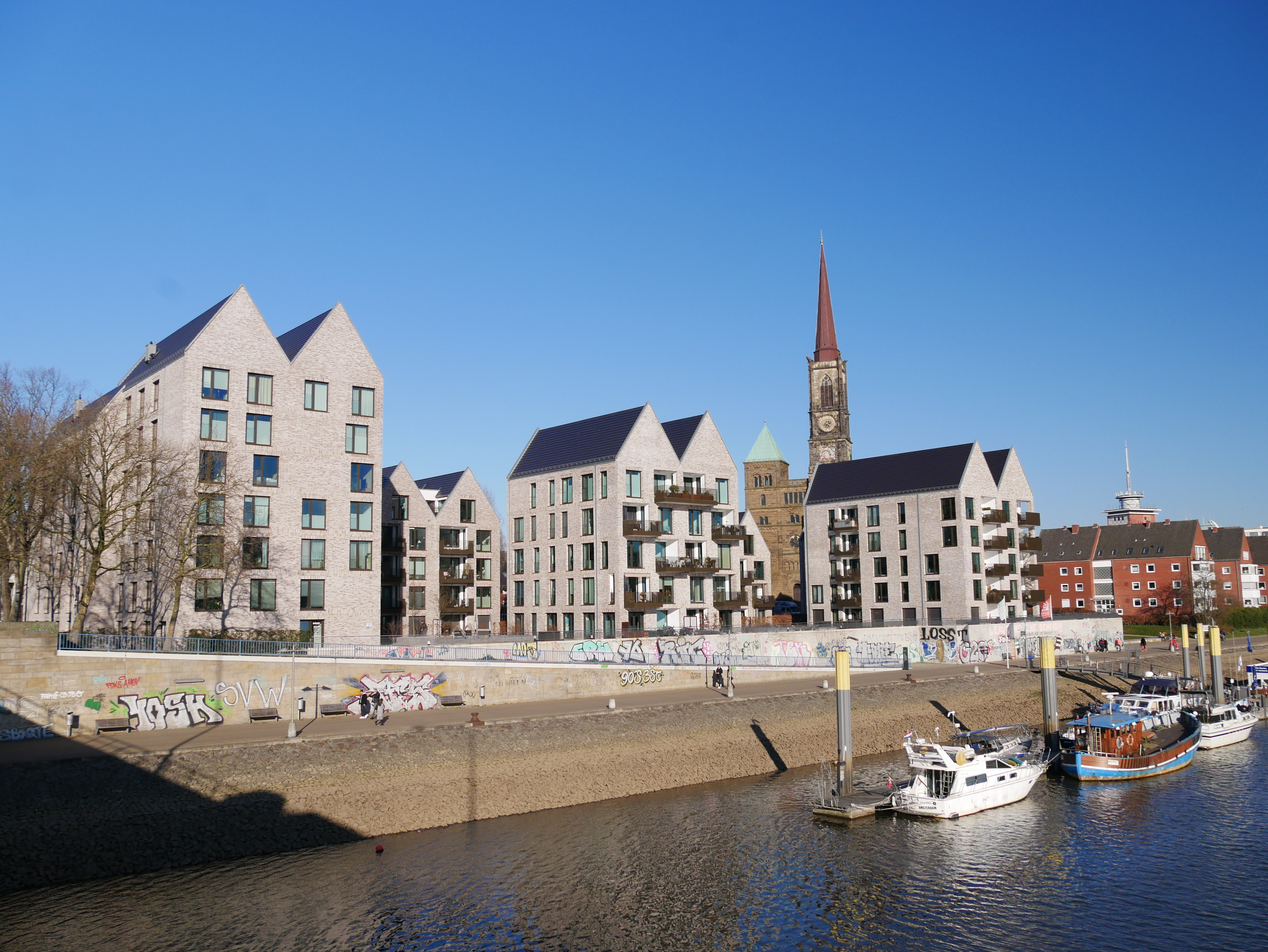
Wohnen vor Stephani

Werke in Bremen zusammen mit Ebba Lamprecht:
- 1997: Wohnheim Kaisen-Stift in Borgfeld für den Unternehmer Klaus Hübotter, BDA-Preis Bremen 1998
- 2006: Umbau Speicher 1 in der Überseestadt, Konsul-Smidt-Straße, BDA-Anerkennung 2006
- 2006: Hochschule für Künste, Fachbereich Musik, Umbau und Erweiterung, Dechanatstraße, BDA-Preis Bremen 2006
- 2007: Umbau Schuppen 2 für Gewerbe und Dienstleister in der Überseestadt, Hoerneckestraße
- 2007: Markthalle in Vegesack, Sedanplatz
- 2009: Port I bis III mit Bürohaus Newport (III) in der Überseestadt, Am Weser-Terminal
- 2009: Büro- und Geschäftshaus Portland in der Überseestadt, Konsul-Smidt-Straße
- 2010: Wohnturm Landmark-Tower in der Überseestadt, Konsul-Smidt-Straße
- 2010: Pflegezentrum Marcusallee in Horn-Lehe, Umbau der Wohnanlage von Skidmore, Owings und Merril, Bremer Denkmalpflegepreis 2013[2]
- 2013: Wohnanlage Stadtwerder in der Neustadt, Oberländer Hafen
- 2013: Wohn- und Geschäftshaus in Vegesack, Gerhard-Rohlfs-Straße
- 2013: Wohnhaus mit Service in U-Form, Arberger Straße, Ecke Hemelinger Straße
- 2015: Umbau Weinkontor in der Überseestadt, Auf der Muggenburg
- 2015: Wohnbauten Marcuskaje in der Überseestadt
- 2016: Wohnbauten Stadtterrassen in Bremen-Mitte, Abbentorswallstraße
- 2016: Wohn- und Geschäftshaus in der Neustadt, Buntentorsteinweg
- 2017: Drei Wohnhäuser in Lesum, Schneiderstraße, Bremer Wohnbaupreis 2018
- 2017: Wohnquartier Findorffer Torhaus, Hemmstraße/Innsbrucker Straße
- 2018: Wohnhaus Rive in der Überseestadt, Konsul-Smidt-Straße
- 2018: Wohnen vor Stephani an der Weser im Stephaniviertel
- 2019: Wohnhausquartier Hafenpassage in der Überseestadt, Konsul-Smidt-Straße
- 2020: Quartiersgarage in der Überseestadt, Modernisierung
- 2020: Bürogebäude Bömers Spitze in der Überseestadt, Auf der Muggenburg
- 2021: Forum für Büros und Gewerbe im Tabakquartier Bremen in Woltmershausen, Senator-Apelt-Straße
- 2024: Bürohaus der DMK Zentrale Bremen-Neustadt in der Airportstadt

Werke in Bremerhaven:
- Wohngebäude weserseitig am Neuen Hafen